# Jukkenchōbashi-dōri
 (juillet 2025).
 (juillet 2021).
Le Jukkenchōbashi-dōri (十軒町橋通, Jukkenchōbashi-dōri) est une voie du centre-ville de Kyoto. Orientée est-ouest, elle débute au Kiyamachi-dōri (en) et aboutit au Kawaramachi-dōri (en).

## Description

### Situation
La rue est située dans le centre-ville de Kyoto, dans l'arrondissement de Nakagyō. Les véhicules sont interdits, car la voie est très étroite.

### Voies rencontrées
De l'est vers l'ouest, en sens unique. Les voies rencontrées de la droite sont mentionnées par (d), tandis que celles rencontrées de la gauche, par (g).
1. Kiyamachi-dōri (en) (木屋町通)
2. Rivière Takase (高瀬川, Takase-gawa?)
3. (d) Nishikiyamachi-dōri (en) (西木屋町通)
4. (d) Route municipale Kyoto Seikei 6 (京都市道立誠経6号線)
5. Kawaramachi-dōri (en) (河原町通)

## Odonymie
La rue porte le nom du pont de Jukkenchōbashi (十軒町橋) sur la rivière Takase, par lequel la rue passe.

## Histoire
La rue a longtemps été sans nom, appelée sous le nom de Kawaramachishijō kudaru Futasujime higashiiru (河原町四条上ル二筋目東入ル), approximativement deuxième allée est de Kawaramachishijō. En 2012, un décret municipal lui donne son nom actuel.

## Patrimoine et lieux d'intérêt
On retrouve le pont de Jukkenchōbashi (十軒町橋), qui permet de traverser la rivière Takase. La rue comprend aussi plusieurs restaurants, comme un izakaya, un restaurant de ramens et un restaurant de gyoza,. Le pont apparaît notamment dans le roman et la série animée japonaise The Tatami Galaxy, alors que le personnage principal erre sur le Kiyamachi-dōri (en).